# Oldsmobile Achieva
Oldsmobile Achieva — компактный автомобиль, выпускавшийся с 1991 по 1997 год подразделением Oldsmobile компании General Motors. 

## Описание
Впервые Oldsmobile Achieva был представлен в 1991 году на Чикагском автосалоне. Он разделял платформу N-body и колёсную базу с предшественником — Calais.
Серийно автомобиль выпускался с 1992 года. Комплектации — S, SL, SC и SCX.
Производство Oldsmobile Achieva завершилось 4 декабря 1997 года, а продажи — в 1998 году. Преемником стал Oldsmobile Alero.

## Комплектации и двигатели

### Комплектации
4-дверный седан (1992—1998):
- S — 1992—1995
- SL — 1992—1998

2-дверное купе (1992—1997):
- S — 1992—1995
- СК — 1992—1997
- SCX — 1992—1993

### Двигатели
- 1992—1994 Quad OHC L40, объём 2,3 л (140 куб. дюймов), конфигурация I4, мощность 115 л. с. (86 кВт), крутящий момент 190 Н⋅м
- 1992—1995 Quad-4 LD2, объём 2,3 л (140 куб. дюймов), конфигурация I4, мощность 155—180 л. с., крутящий момент 200 Н⋅м
- 1992—1994 Quad-4 LG0, объём 2,3 л (140 куб. дюймов), конфигурация I4, мощность 175—180 л. с., крутящий момент 220 Н⋅м
- 1992—1993 Quad-4, объём 2,3 л (140 куб. дюймов), конфигурация I4, мощность 185—190 л. с., крутящий момент 160 фунт⋅фут (SCX W41)
- 1992—1993 3300, объём 3,3 л (204 куб. дюйма), конфигурация V6, мощность 160 л. с. (120 кВт), крутящий момент 251 Н⋅м
- 1994—1998 3100, объём 3,1 л (191 куб. дюйм), конфигурация V6, мощность 160 л. с. (120 кВт), крутящий момент 251 Н⋅м
- 1996—1998 LD9, объём 2,4 л (146 куб. дюймов), «Twin Cam», конфигурация I4, мощность 150 л. с. (110 кВт), крутящий момент 200 Н⋅м

## Галерея

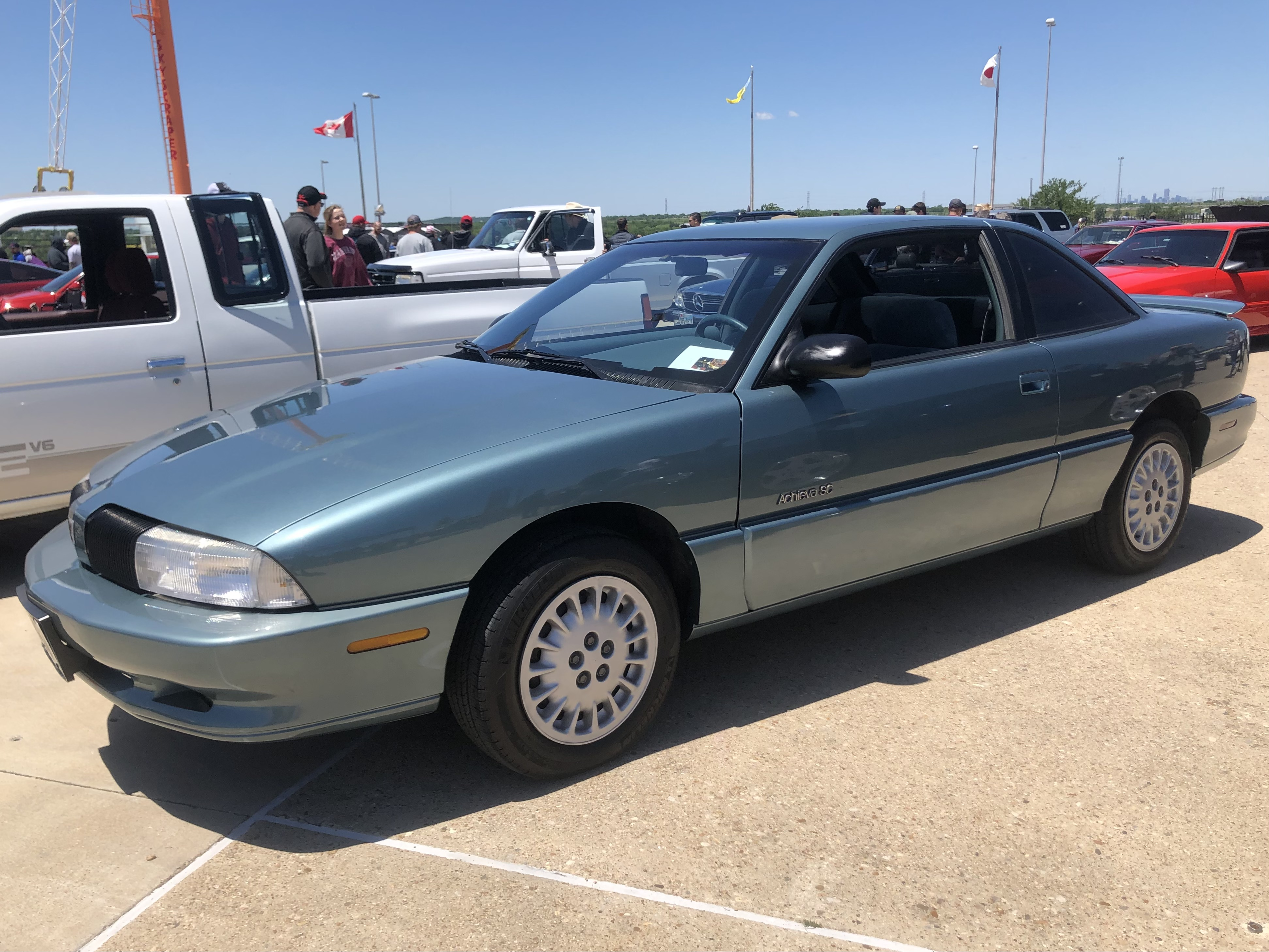
Achieva SC
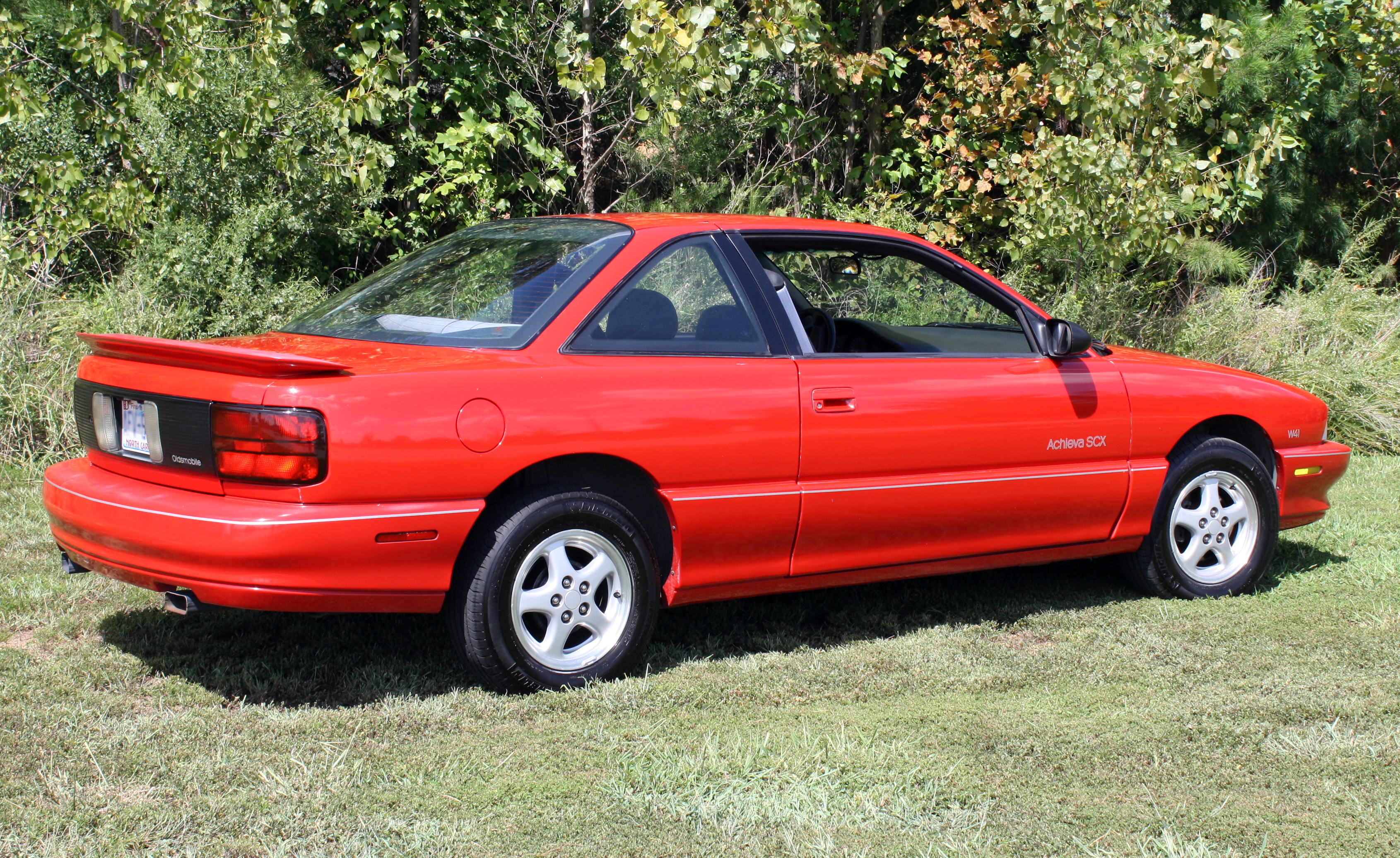
1992 Oldsmobile Achieva SCX
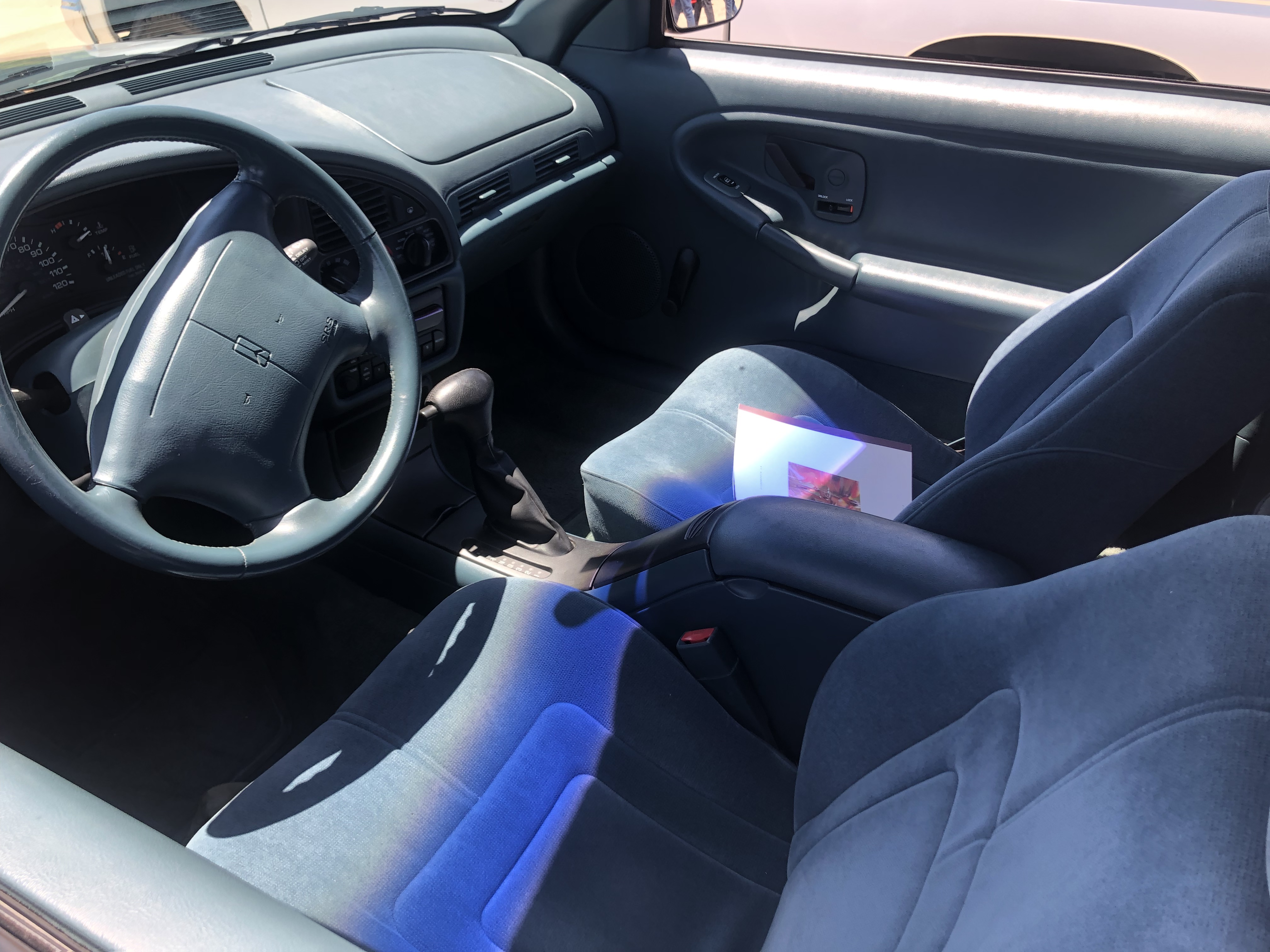
1996—1997 Achieva SC (интерьер)